# Plongée DIR

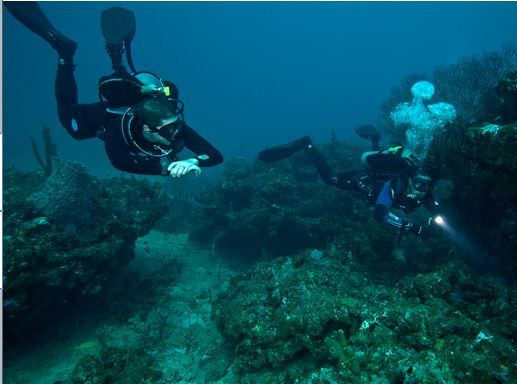
Plongeurs DIR.

La plongée DIR est une philosophie de plongée sous-marine provenant principalement des États-Unis. DIR signifie Do It Right (« Bien Faire les Choses » en anglais), une méthode initiée par le Woodville Karst Plain Project (WKPP) et George Irvine durant les années 90 destinée à réduire les accidents en plongée technique souterraine. Le point-clef de la doctrine D.I.R. est l'approche holistique; tout l'équipement est étudié pour être minimaliste mais assez complet pour réaliser une plongée avec un niveau suffisant de sécurité et de confort sous l'eau. Tout, depuis les procédures jusqu'au matériel, en passant par les gaz respirés est intrinsèquement lié et forme un tout cohérent.
La philosophie DIR est désormais utilisée comme base pour l'enseignement de la plongée sous-marine technique par diverses agences telles que Global Underwater Explorers (GUE), Unified Team Diving (UTD) et InnerSpace Explorers (ISE).

## Conception
L'approche DIR (et son nom) a évolué à partir du Woodville Karst Plain Project (WKPP) au milieu des années 90, où l'objectif était de mener des plongées dans un environnement à très haut risque: non seulement la plongée souterraine, mais aussi la plongée profonde et de longue durée notamment sur des épaves. Les origines de l'approche adoptée peuvent être trouvées dans la configuration attribuée à William Hogarth.
| Aspect                                  | Justification | Implications revendiquées |
| --------------------------------------- | --- | --- |
| Plongée en équipe                       | La complexité logistique de la plongée souterraine profonde nécessite un effort d'équipe pour atteindre les objectifs. | - Les individus ont besoin d'interchangeabilité du matériel entre eux pour une assistance efficace en cas de difficulté; cela nécessite la standardisation de l'équipement et des procédures de plongée parmi tous les plongeurs du groupe qui compose l'équipe. |
| Planification de la plongée             | La plongée souterraine nécessite un plan complet et détaillé (run-time). Les paramètres et les profils de plongée nécessitent des calculs et une préparation avant la plongée pour atténuer le risque. Une telle planification est inutile si elle n'est pas respectée. | - La sélection et l'utilisation de tout équipement doit être faite dans le contexte de l'efficacité globale pour les objectifs de la plongée. |
| Plongée technique / plongée souterraine | Une plongée profonde avec décompression est nécessaire pour effectuer une plongée avec pénétration. La durée de la plongée et l'engagement exposent les plongeurs à des risques importants, qui nécessitent des mesures de sécurité plus strictes.                      | - L'équipement doit être sélectionné de manière à être adapté à la pratique, fiable et offrir des performances adéquates pour les environnements les plus extrêmes dans lesquels il peut être utilisé. - La redondance des équipements de survie est nécessaire; une partie de cette redondance est fournie par le plongeur et une partie peut être fournie par l'équipe. - L'équipement doit être réduit à ce qui est essentiel pour minimiser les défaillances et faciliter leur utilisation. - La grande quantité d'équipement nécessaire pour les pénétrations extrêmes a rendu essentielle l'optimisation rigoureuse de chaque aspect de la configuration et de la procédure pour maintenir un niveau de risque acceptable. |

## Équilibre du plongeur
Le plongeur DIR parcours des sites de plongée où le milieu est parfois fragile, avec du limon pour les grottes ou de la rouille pour les épaves; ces éléments obligent à maîtriser sa flottabilité sans frotter aux parois ni soulever les dépôts au sol. Le risque est de perdre tout repère visuel en raison d'une eau devenue très trouble. Sa position est horizontale, les palmes légèrement au-dessus du corps, et les techniques de palmages sont adaptées à ces situations.

## Techniques de palmage
Il existe plusieurs styles utilisés pour la propulsion, pour les manœuvres de position comme la rotation sur place. Bien que chaque technique porte son nom, la principale appellation concerne le mode de propulsion ressemblant à la brasse, le Frog kick. En plongée loisir, un bon contrôle de la flottabilité associée à des techniques de palmage appropriées permettent de minimiser l'impact environnemental du plongeur.

## Le matériel

### Flottabilité
Le gilet de stabilisation connu des plongeurs loisir est remplacé par l'assemblage de trois éléments: un harnais, une plaque et une bouée. La plaque et le harnais forment la base du système en plongée DIR. Ils supportent les bouteilles de gaz et le matériel.
La plaque arrière est une plaque rigide avec un rembourrage minimal en acier inoxydable (pour participer au lestage) ou en aluminium intégrant des passages de sangle pour le harnais. Le choix des matériaux est déterminé par les besoins opérationnels du plongeur et de l'environnement.
Le harnais est formé d'une longueur continue de sangle en nylon de 2 pouces (5,1 cm) de large fixée à la plaque par des boucles de réglage. Une sangle d'entrejambe empêche le système de se déplacer sur le plongeur. Le harnais supporte 5 anneaux en «D», placés à gauche et à droite au niveau des épaules et de la taille pour l'attache des détendeurs, manomètres et autres équipements, et un dernier anneau sur la sangle sous-cutale pour l'utilisation d'un scooter. 

### Gestion des détendeurs
Le détendeur principal est lié à un long hose, un long tuyau entre le premier étage et le second, de l'ordre de 2,10 mètres. En cas d'assistance, ce détendeur sera donné au plongeur en difficulté car il fonctionne, et comme il est le plus visible, il sera éventuellement pris brutalement par un plongeur en panne d'air, paniqué. Initialement, en plongée souterraine, une telle configuration était utile lorsque le binôme n'avait plus d'air et qu'il était nécessaire de lui en fournir alors que les conditions nécessitent d'être l'un derrière l'autre. En situation de plongée loisir classique, les deux binômes se font face ou sont côte-à-côte. 
Un second détendeur, dit de secours, est alors utilisé par le plongeur qui porte assistance; ce détendeur est toujours attaché autour du cou par un élastique ou un anneau souple.

## Les procédures
Une des règles du plongeur DIR est qu'annuler une plongée est toujours possible, même une fois arrivé sur le site. C'est l'"option n°1".
Les désagréments (perte d'argent, sortie du bateau, temps passé…) sont à ignorer quand la sécurité est en jeu.
En palanquée, l'équipe reste soudée et n'attend pas celui qui a un problème dix mètres plus bas.

## What if...
La planification est le maître mot d'une plongée en sécurité.
Pour cela, il est nécessaire d'envisager toutes les possibilités et les moyens de remédier aux problèmes susceptibles de se présenter